# Jordon Ibe
Jordon Ashley Femi Ibe (Bermondsey, 8 dicembre 1995) è un calciatore inglese, centrocampista o ala dell'Hayes & Yeading Utd.

## Biografia
È nato a Bermondsey, nella zona sud di Londra. Ha origini nigeriane.
Nel gennaio del 2021, tramite instagram, il centrocampista ha annunciato di soffrire di depressione

## Caratteristiche tecniche
È un esterno di centrocampo molto rapido e veloce, dotato di buona tecnica individuale, ha una grande abilità nel dribbling e un tiro potente con entrambi i piedi.

## Carriera

### Club

#### Wycombe, Liverpool e prestiti
Cresciuto nelle giovanili del Wycombe, debutta tra i professionisti il 9 agosto 2011 contro il Colchester United, ad Adams Park, all'età di soli 15 anni e 244 giorni. Tuttavia, nell'estate 2012 passa al Liverpool per 600.000 euro, iniziando nella squadra riserve, per poi approdare successivamente in prima squadra dove esordisce in Premier League il 19 maggio 2013 all'età di 17 anni, qui gioca da titolare per 64 minuti contro il Queens Park Rangers ad Anfield Road, match vinto dai "Reds" (1-0). Nel febbraio 2014 passa in prestito per circa tre mesi al Birmingham City, dove gioca 11 partite realizzando una rete. Inizia la stagione 2014-2015 al Derby County in Championship, dove totalizza globalmente 24 partite e 5 reti. Nel gennaio 2015 torna fisso in pianta stabile al Liverpool, dove si guadagna pure un posto da titolare durante la seconda parte della stagione collezionando 12 presenze. Il 15 maggio 2016 trova il primo gol in Premier League, dopo quelli in Europa League e nelle coppe nazionali, nell'ultima partita stagionale giocata e pareggiata 1-1 sul campo del West Bromwich.

#### Bournemouth
Il 14 luglio 2016 passa al Bournemouth per 18 milioni di euro.

#### Ritorno al Derby County
Il 22 settembre 2020 fa ritorno al Derby County.

### Nazionale
Vanta presenze in tutte le nazionali giovanili inglesi dall'Under-18 all'Under-21.

## Statistiche

### Presenze e reti nei club
Statistiche aggiornate al 2 luglio 2019.
| Stagione           | Squadra            | Campionato         | Campionato | Campionato | Coppe nazionali | Coppe nazionali | Coppe nazionali | Coppe continentali | Coppe continentali | Coppe continentali | Altre coppe | Altre coppe | Altre coppe | Totale | Totale |
| Stagione           | Squadra            | Comp               | Pres       | Reti       | Comp            | Pres            | Reti            | Comp               | Pres               | Reti               | Comp        | Pres        | Reti        | Pres   | Reti   |
| ------------------ | ------------------ | ------------------ | ---------- | ---------- | --------------- | --------------- | --------------- | ------------------ | ------------------ | ------------------ | ----------- | ----------- | ----------- | ------ | ------ |
| 2011-2012          | Wycombe            | FL1                | 7          | 1          | FACup+CdL       | 1+2             | 0               | -                  | -                  | -                  | FLT         | 1           | 0           | 11     | 1      |
| 2012-2013          | Liverpool          | PL                 | 1          | 0          | FACup+CdL       | 0               | 0               | UEL                | -                  | -                  | -           | -           | -           | 1      | 0      |
| 2013-gen. 2014     | Liverpool          | PL                 | 1          | 0          | FACup+CdL       | 0+1             | 0               | -                  | -                  | -                  | -           | -           | -           | 2      | 0      |
| gen.-giu. 2014     | Birmingham City    | FLC                | 11         | 1          | FACup+CdL       | -               | -               | -                  | -                  | -                  | -           | -           | -           | 11     | 1      |
| 2014-gen. 2015     | Derby County       | FLC                | 20         | 5          | FACup+CdL       | 1+3             | 0               | -                  | -                  | -                  | -           | -           | -           | 24     | 5      |
| gen.-giu 2015      | Liverpool          | PL                 | 12         | 0          | FACup+CdL       | 0               | 0               | UEL                | 2                  | 0                  | -           | -           | -           | 14     | 0      |
| 2015-2016          | Liverpool          | PL                 | 27         | 1          | FACup+CdL       | 3+5             | 0+2             | UEL                | 6                  | 1                  | -           | -           | -           | 41     | 4      |
| Totale Liverpool   | Totale Liverpool   | Totale Liverpool   | 41         | 1          |                 | 9               | 2               |                    | 8                  | 1                  |             | -           | -           | 58     | 4      |
| 2016-2017          | Bournemouth        | PL                 | 25         | 0          | FACup+CdL       | 1+0             | 0               | -                  | -                  | -                  | -           | -           | -           | 26     | 0      |
| 2017-2018          | Bournemouth        | PL                 | 32         | 2          | FACup+CdL       | 2+4             | 0               | -                  | -                  | -                  | -           | -           | -           | 38     | 2      |
| 2018-2019          | Bournemouth        | PL                 | 19         | 1          | FACup+CdL       | 1+4             | 0+2             | -                  | -                  | -                  | -           | -           | -           | 24     | 3      |
| Totale Bournemouth | Totale Bournemouth | Totale Bournemouth | 76         | 3          |                 | 12              | 2               |                    | -                  | -                  |             | -           | -           | 88     | 5      |
| Totale carriera    | Totale carriera    | Totale carriera    | 155        | 11         |                 | 28              | 4               |                    | 8                  | 1                  |             | 1           | 0           | 192    | 16     |